# Capilla de Santa Luzia (Vitória)

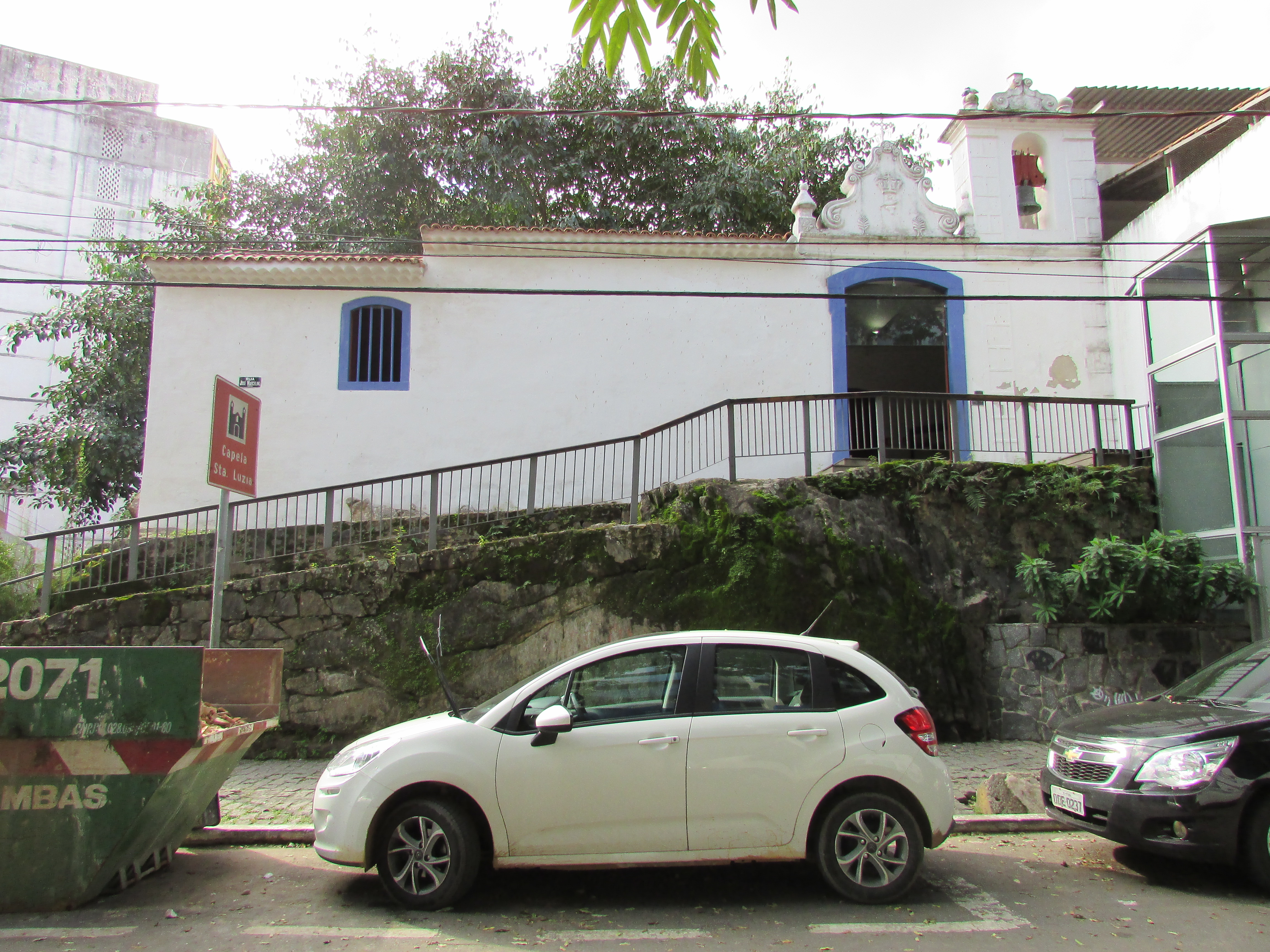
Fachada de la Capilla de Santa Luzía

La Capilla de Santa Luzia (en español Santa Lucía) es considerada la construcción más antigua de la ciudad de Vitória, Capital de Espírito Santo. El templo católico fue construido en el siglo XVI sobre una piedra como capilla particular de la hacienda de Duarte de Leemos, primer habitante de la isla de Santo Antônio – Actual ciudad de Vitória – que recibió las tierras del donatario de la capitanía de Espírito Santo Vasco Fernandes Coutinho, posee trazos arquitectónicos simples, una nave rectangular y capilla-mor, característica común de las iglesias barrocas del estado. La pequeña iglesia es el único monumento de la ciudad alta que preserva las características originales de la arquitectura colonial brasileña y fue tombada por el Instituto do Patrimonio Histórico e Artístico Nacional (IPHAN) en 1946.

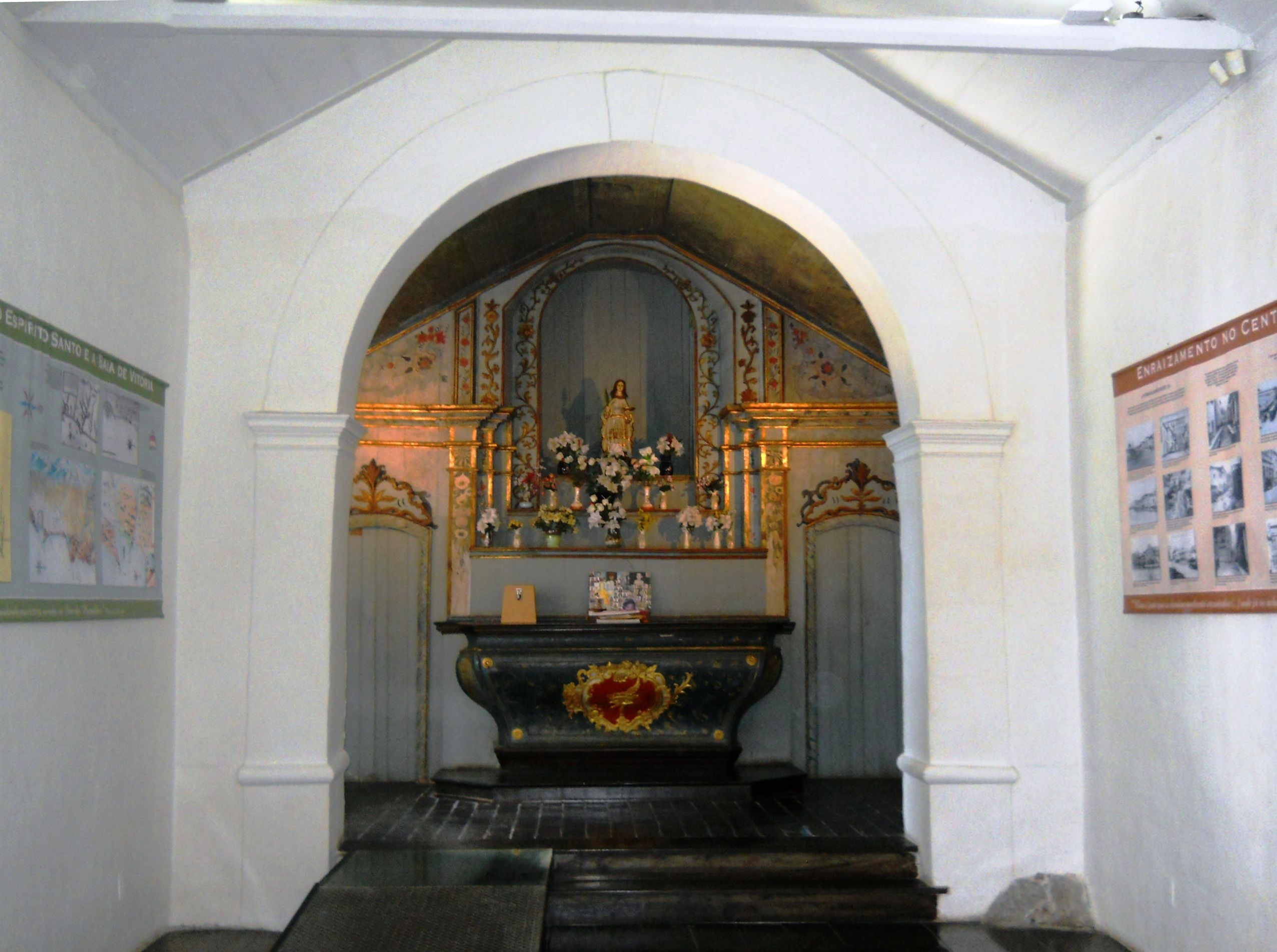
Interior y Altar de la Capilla.

La iglesia sufrió algunas reformas a lo largo del tiempo, la primera ocurrió en 1812 para que el local funcionara como templo religioso hasta 1928; una segunda en 1947 debido al hecho de que se encontraba en ruinas; una tercera en 1970 para que fueran recuperados el techo, forro y pisos; una cuarta para la restauración durante el periodo de 1994 – 1996; una quinta en 1998 para la restauración del altar mayor y del púlpito; una sexta en 2005 que resultó en el descubrimiento de pinturas del forro en madera y en las paredes de la capilla mayor, probablemente ejecutadas el siglo XIX; una séptima en 2012 para restauración de la fachada y la última en 2016.
Durante el periodo de 1950 hasta 1970 acogió el Museo de Arte Sacra de Espírito Santo que después fue transferido para el Museo Solar Monjardim, entre 1976 hasta 1994 funcionó como Galería de Arte e Investigación de la Universidad Federal de Espírito Santo. Actualmente es un punto turístico imprescindible a los turistas que buscan conocer el centro Histórico de Vitória.